# Río Los Baños
Río Los Baños es un curso natural de agua que fluye en el sector cordillerano de la comuna de Panguipulli en la Región de los Ríos hasta desembocar en el lago Pirehueico.

## Trayecto
El Río Los Baños, es un río de corto trayecto que nace en los cerros ubicados al norte del lago Pirehueico. Este río fluye en dirección norte a sur, hasta verter sus aguas en el lago Pirehueico. Se puede acceder a él solo por vía lacustre